# Dal primo momento che ti ho visto
Dal primo momento che ti ho visto è stato un programma televisivo italiano di genere varietà e commedia, in onda nel 1976 sulla Rete 1 alle 20:40 per cinque puntate.

## Il programma
Il programma è stato il primo esempio di contaminazione di generi, in quanto a metà strada tra lo sceneggiato musicale ed il varietà televisivo. Scritto da Castellano e Pipolo, che lo definirono Storia d'amore e musica, vedeva come protagonisti Loretta Goggi e Massimo Ranieri.
La trasmissione fu fortemente voluta dalla CBS, etichetta discografica dei due artisti, che premeva per lanciare i loro nuovi lavori discografici. Bisognava perciò inserire le loro canzoni commerciali nel contesto di una storia inventata. Nasce così la storia di un innamoramento a prima vista tra Evelina (Goggi), autrice di copioni per spettacoli televisivi, e Achille (Ranieri), riparatore di televisori, sognatore ad occhi aperti, affiancato dal giovanissimo Nino suo garzone di bottega e piccolo consigliere, cui spetta ad ogni prologo il rassunto delle puntate precedenti. 
La storia che si dipana nel corso delle cinque puntate, vede la partecipazione di noti caratteristi come Gianni Agus, Marisa Merlini, Daniele Formica, Luigi Pezzotti, Mario Scaccia, Lia Zoppelli, Enzo Garinei, Lino Banfi, Alberto Lupo, Ileana Fraia, Salvatore Martino ed Edoardo Sala.
La sigla iniziale dal titolo Notte matta, con i disegni sullo sfondo di Guido Crepax, è cantata dalla Goggi, la quale oltre a prodursi nelle sue celebri imitazioni, lancia il singolo di grande successo Dirtelo, non dirtelo. La sigla finale dal titolo Dal primo momento che ti ho visto, è incisa invece da Massimo Ranieri, che interpreta tra gli altri il brano Serenata, tratto dall'album Meditazione. Un'altra canzone ricorrente della serie è Ma chi sei, cantata da Loretta Goggi, versione italiana del brano disco Lady Bump di Penny McLean.
Il programma fu trasmesso nella primavera del 1976 in bianco e nero nonostante fosse registrato con supporto a colori, come altri programmi Rai da alcuni anni, in attesa della concessione della diffusione a colori a partire dall'agosto seguente, fino a una completa programmazione nel febbraio del 1977.

## Interpreti e personaggi
- Massimo Ranieri: Achille Aniello
- Loretta Goggi: Evelina Mariani/Mariarosa Mariani
- Gianni Agus: il regista
- Daniele Formica: Giorgio Baldini
- Marisa Merlini: portinaia
- Luigi Pezzotti: Nino Cecchetti
- Enzo Garinei: Berto, agente
- Mario Scaccia: Don Giulio
- Lia Zoppelli: Donna Lucrezia
- Lino Banfi: il mago di Bisceglie
- Alberto Lupo : nel ruolo di se stesso
- Ileana Fraia: Ragazza "Carosello"
- Salvatore Martino: funzionario
- Edoardo Sala: assistente di studio
- Eveline Hanack: una ballerina

## Cast tecnico
- Regia: Vito Molinari
- Autori: Castellano e Pipolo
- Coreografie: Franco Miseria
- Costumi: Luca Sabatelli
- Scene: Cesarini da Senigallia
- Luci: Corrado Bartoloni
- Musiche e direzione musicale: Bruno Canfora
- Sigle iniziali: Notte matta (Castellano-Pipolo-Canfora), interpretata da Loretta Goggi
- Sigla finale: Dal primo momento che ti ho visto (Castellano-Pipolo-Canfora), interpretata da Massimo Ranieri